# Chiesa di San Lorenzo (Tempio Pausania)
La chiesa di San Lorenzo è un edificio religioso situato a Tempio Pausania, centro abitato della Sardegna nord-orientale. È consacrata al culto cattolico e appartiene alla  diocesi di Tempio-Ampurias.

La chiesa, un tempo campestre e oggi inglobata nell'omonimo parco cittadino, venne edificata nel XVIII secolo.